# Вихрияля, Ханна
Ханна Вихрияля (фин. Hanna Vihriälä, в девичестве Яанисоо фин. Jaanisoo; род. 1974, Оулайнен Финляндия) — финский скульптор, художница и мастер инсталляций; автор ряда городских и парковых скульптур из бронзы, алюминия и камня. Член союза скульпторов Финляндии.

## Биография
Родилась в 1974 году в Оулайнене, на севере Финляндии.
С 1994 по 1995 годы училась в художественной школе в Лиминка, а с 1995 по 1997 годы — на художественном факультете в Лапландском университете в Рованиеми.
В 2000 году получила научную степень в Академии художеств в Таллинне, а в 2003 году — в Академии художеств в Хельсинки (MFA).
Стала автором многочисленных пластических работ, необычных по форме и демонстрирующих фактуру используемого материала.

## Наиболее известные работы
- 2008 — «Кальвус — юная грозовая тучка» (фин. Calvus — nuori ukkospilvi) отлита из алюминия и представляет собой комбинацию из металлических подушек, на которых мастерски воспроизведены швы, борозды и морщинки, имитирующие тканый материал. Котка, Финляндия[1].
- 2011 — «Norsu aukio» («Площадь слона»), перед входом в музей Aboa Vetus & Ars Nova, Турку, Финляндия[2].

## Персональный выставки
- 2001 Pirkkala Alasali Пирккала, Финляндия
- 2001 Gallery Brinkkala Турку, Финляндия
- 2001 Gallery 5 Оулу, Финляндия
- 2002 Gallery Väinölä Оулайнен, Финляндия
- 2002 Upton Gallery Buffalo, NY США
- 2002 Gallery Jangva Хельсинки, Финляндия
- 2002 Gallery Titanik Турку, Финляндия
- 2004 Gallery Mältinranta Тампере, Финляндия
- 2005 Gallery Saskia, stipendium exhibition Тампере, Финляндия
- 2005 Gallery Jangva Хельсинки, Финляндия